# Atzalan
Atzalan è una municipalità dello stato di Veracruz, nel Messico centrale, il cui capoluogo è la località omonima.
Conta 48.397 abitanti (2010) e ha una estensione di 518,12 km². 	 	
Il significato del nome della località in lingua nahuatl è tra le acque.

## Monumenti e luoghi d'interesse

### El Cuajilote
La zona archeologica di El Cuajilote è un sito della cultura totonaca.